# Cnephia lyra
Cnephia lyra är en tvåvingeart som beskrevs av Lundstrom 1911. Cnephia lyra ingår i släktet Cnephia och familjen knott. Inga underarter finns listade i Catalogue of Life.